# Werelderfgoed in Letland
Tot het Werelderfgoed in Letland behoren tegenwoordig twee Werelderfgoederen, beide zijn culturele objecten, waaronder één internationaal Werelderfgoed. Het eerste Werelderfgoed werd in 1997 ingeschreven.

## Werelderfgoederen

### Actuele Werelderfgoederen
Deze lijst toont de twee Werelderfgoederen in Letland in chronologische volgorde (C – Cultuurerfgoed; N – Natuurerfgoed).
| Naam | Jaar | Soort | Beschrijving | Afbeelding |
| --- | ---- | ----- | --- | ---------- |
| Historisch centrum van Riga (middeleeuwse Oude Stad (Vecrīga), en eind-19e-, begin-20e-eeuwse Nieuwe Stad (Centrs)) | 1997 | C     | Vecrīga, de middeleeuwse oude binnenstad van Riga heeft, ondanks de slechting der verdedigingswerken, haar vestingkarakter kunnen behouden. Centrs, de nieuwe stad van Riga ontstond vanaf de tweede helft van de 19e eeuw en geldt als een van de bezienswaardigste Jugendstilensembles van de wereld. |            |
| Geodetische boog van Struve – Sestukalns, (Sausnēja) – Jacobstadt, (Jēkabpils)                                      | 2005 | C     | Omvat 34 speciaal gemarkeerde meetpunten langs de Geodetische boog van Struve in Estland, Finland, Letland, Litouwen, Moldavië, Noorwegen, Oekraïne, Rusland, Wit-Rusland en Zweden, die dienden voor de vaststelling van de precieze vorm van de Aarde in Noord- en Oost-Europa.                       |            |
| Oude Stad van Kuldīga (Goldingen) in het dal uit de oertijd van de rivier Venta                                     | 2023 | C     | Aan de Ventas rumba (stroomversnelling van de Venta) zijn nederzettingen van jagers en vissers uit het tweede millennium v. Chr. aangetoond. Verder stroomafwaarts op een heuvel bestond sedert de vroege Middeleeuwen een vesting van Koeren (Oud-Kuldīga).                                            |            |

### Als Werelderfgoederen genomineerde objecten
In de zogenaamde voorlopige lijst van de UNESCO worden objecten ingeschreven, die naar het inzicht van de betreffende regering potentieel voor de erkenning als Werelderfgoed in aanmerking komen. Dit zegt niets over de eventuele daadwerkelijke succesvolle inschrijving op de lijst. In 2014 zijn op de lijst drie objecten uit Letland ingeschreven.
| Naam                                                                   | Jaar | Soort | Beschrijving | Afbeelding |
| ---------------------------------------------------------------------- | ---- | ----- | --- | ---------- |
| Meander van de bovenloop van de Westelijke Dvina                       | 2011 | C / N | Voor de Letten is de Westelijke Dvina (Daugava) een nationaal symbol en wordt onder andere als 'Moedertje Daugava' (Lets: Daugaviņa māmuliņa) en 'Schicksalsfluss' bezongen. |            |
| Monumenten en objecten van de Vikingen / Archeologisch Complex Grobiņa | 2011 | C     | Tussen de 7e en 9e eeuw bevond zich in Grobiņa een grote nederzetting van Scandinavische oorsprong.                                                                          |            |
| Paleis Rundāle                                                         | 2021 | C     | |            |

## Objecten voorheen op de Kandidatenlijst
Hieronder zijn voorheen genomineerde objecten, die door Letland of de Sovjet-Unie teruggetrokken werden of door de UNESCO geweigerd werden.

| Naam                                                 | Jaar       | Soort | Beschrijving                                          | Afbeelding |
| ---------------------------------------------------- | ---------- | ----- | ----------------------------------------------------- | ---------- |
| Dal van de Abava                                     | 1978, 1996 | N     | Werd in 2000 door de UNESCO geweigerd.                |            |
| Košrags, dorp van de Lijven                          | 1987, 1996 | C     | Beslissing in 1987 door de UNESCO uitgesteld.         |            |
| Soldatenbegraafplaatsen en Vrijheidsmonument in Riga | 1991       | C     | Werd 1991 door de UNESCO geweigerd.                   |            |
| Het Fort van Daugavpils                              | 1996       | C     | Best bewaarde 19e-eeuwse fortificatie in Noord-Europa |            |
| Natuur- en Cultuurerfgoed van de stad Jūrmala        | 1996       | C / N |                                                       |            |

## Werelderfgoed voor documenten
Deze lijst toont de documenten en archieven opgenomen in het Memory of the World-programma van UNESCO.
| Naam                                   | Jaar | Beschrijving                                                                  | Afbeelding |
| -------------------------------------- | ---- | ----------------------------------------------------------------------------- | ---------- |
| Dainu Skapis - Kabinet van volkslieden | 2001 |                                                                               |            |
| Baltische Weg                          | 2009 | Een serie documenten die de gebeurtenis registreren (met Estland en Litouwen) |            |
| Akte van de Unie van Lublin            | 2017 | Samen met Polen, Litouwen, Oekraïne en Wit-Rusland                            |            |

## Immaterieel werelderfgoed
Deze lijst toont tradities opgenomen als Immaterieel cultureel erfgoed.
| Naam                               | Jaar | Beschrijving                  | Afbeelding |
| ---------------------------------- | ---- | ----------------------------- | ---------- |
| De Baltiche zang en danstraditie   | 2008 | Samen met Estland en Litouwen |            |
| De cultuur van de Suiti in Alsunga | 2009 |                               |            |